# オーブリーフタスッポン
オーブリーフタスッポン (Cycloderma aubryi) は、爬虫綱カメ目スッポン科ミナミフタスッポン属に分類されるカメ。

## 分布
アンゴラ（カビンダ）、ガボン、コンゴ共和国、コンゴ民主共和国、中央アフリカ共和国南西部のコンゴ川流域・Ogooué川下流域

## 形態
最大甲長55センチメートル。オスよりもメスの方が大型になり、オスは大きくなっても甲長40 - 45センチメートル。背甲の色彩は褐色で、正中線に沿って暗褐色の縦縞が入る。胸腹硬板と後硬板は、直線的に広く接する。腹甲を覆う硬質の皮膚（硬板）の色彩は黄色で、不明瞭な暗色斑が入る。
同属のザンベジフタスッピンと比較すると眼窩は大型で、やや後方に位置する。口角は側面に突出する。頭部の縦縞は眼窩を通る1本を除いて不明瞭で、破線状になる個体が多い。
幼体は背甲の表面に突起や、正中線に沿って筋状の盛りあがり（キール）がある。背甲の色彩は赤褐色や橙色で、暗色の斑点や正中線に沿って褐色の縦縞が入る。腹甲の硬板はあまり発達せず、アルファベットの「V」字状の斑紋が入る。

## 生態
サバナ気候や熱帯モンスーン気候の地域にある、やや大型の河川やその周辺にある水場に生息する。産卵時のメスを除いて陸上にあがることはほぼなく、非活動時には水底の倒木や堆積した落ち葉の下などでじっとしている事が多い。ガボンでは成体や亜成体は、水深1メートル以上の抽水植物が繁茂した流れの緩やかな水場に生息するという報告例がある。幼体は、森林内の浅い水場に生息する。生息環境のPHは5.0 - 6.0という報告例もある。乾季になるとより水深の深い場所へ移動するが、水場が干上がって移動できなくなった場合は泥中に潜り休眠する。危険を感じると泳いで逃げたり頸部や四肢を収納するが、臭腺から匂いを出す防御行動を行う事もある。
主に魚類やその死骸を食べる。胃の内容物の調査では、Aplocheilichtys属・Brycinus属・Distichodus属などが検出された例がある。あまり濁っていない水中で視力を頼りに魚類の生体を捕食することが、眼や口角が側面に突出し大きく開けられる口・頭骨や咬合面が狭いなどといった形態にも関連していると考えられている。
繁殖様式は卵生。12 - 翌1月に卵を産む。

## 人間との関係
卵も含めた食用の狩猟・採集により生息数が減少し、ペット用の採集による影響も懸念されている。2017年に、ワシントン条約附属書IIに掲載された。
ペットとして飼育されることもあり、日本にも輸入されている。日本には2003年に輸入されたのが初めての例とされ、2014年の時点では主にコンゴ共和国から野生個体が流通する。飼育には保温がいきとどき、豊富な水量のあるアクアリウムが必要とされる。